# Michał Szuman
Michał Szuman – postać fikcyjna, bohater powieści Lalka Bolesława Prusa, lekarz i przyjaciel głównego bohatera Stanisława Wokulskiego.

## Źródła postaci
Zdaniem Ignacego Balińskiego postać Szumana wzorowana była na znanym w kręgach literackich lekarzu Stanisławie Słonimskim (ojcu Antoniego Słonimskiego). Zygmunt Szweykowski z kolei twierdzi, że materialistyczny światopogląd Szumana wiąże go z postacią doktora Pascala z powieści Emila Zoli z cyklu o Rougon-Macquartach.

## Charakterystyka postaci
Opis Szumana z rozdziału ósmego, tomu I „Lalki”:

Lekarz, Żyd, stary kawaler, żółty, mały; z czarną brodą, miał reputację dziwaka. Posiadając majątek leczył darmo i o tyle tylko, o ile było mu to potrzebnym do studiów etnograficznych; przyjaciołom zaś swoim raz na zawsze dał jedną receptę: Używaj wszystkich środków, od najmniejszej dozy oleju do największej dozy strychniny, a coś ci z tego pomoże, nawet na – nosaciznę.

Jest lekarzem, zasymilowanym Żydem, bliskim przyjacielem Wokulskiego, którego zna od wielu lat. Należy do tej grupy inteligencji żydowskiej, która udowodniła postawę ofiarnego patriotyzmu zarówno w okresie przedpowstaniowym, jak i w czasie trwania powstania styczniowego. Jednocześnie potrafiła wyjść z izolacji, w której przez wiele wieków tkwiła mniejszość żydowska.
Doktor Szuman w młodości przeżył nieszczęśliwą miłość. Wspomniane jest też wydarzenie, które ukazuje próbę samobójczą, po której odzyskał wprawdzie równowagę psychiczną, ale pozostał mu ironiczny stosunek do rzeczywistości. Patrzy na świat poprzez pryzmat swoich doświadczeń.
Jest prawdziwym pozytywistą, sceptykiem, agnostykiem, nawet ludzkie uczucia i emocje analizuje używając pojęć biologicznych. Według niego miłość ma charakter naukowy, a idealna miłość jest „tylko jedną z masek, w którą lubi przebierać się instynkt utrwalenia gatunku”. Negatywnie ocenia miłość Wokulskiego do Izabeli Łęckiej, przestrzega przyjaciela przed zbytnim zaangażowaniem się uczuciowym, gdyż wie, że arystokracja nigdy w pełni nie zaakceptuje kupca, który będzie równoprawnym partnerem w interesach i życiu. Również w rozmowie z Rzeckim, doktor wyraża swoje zdanie na temat kochania. Uważa, że miłość w obecnym rozumieniu jest „obrzydliwym handlem opartym na oszustwie”, małżeństwo natomiast postrzega w kategorii dożywotniej kary.
Szuman, podobnie jak Rzecki, interesuje się sprawami Stanisława, zdobywa informacje o nim, po tajemniczym zniknięciu. Jednak z Rzeckim różnią go poglądy. Stary subiekt jest bonapartystą, romantykiem, zaś doktor jest realistą. Jego zdaniem Rzecki jest „... półgłówkiem, starym romantykiem...".
Doktor Szuman, to postać szczególna. Prus włożył w jego usta słowa krytyki, jak i pochwały społeczności polskich Żydów. Również na przykładzie sytuacji Żydów Prus  chciał pokazać trudności w realizacji pozytywistycznego ideału tolerancji.

## Carska cenzura
W treść powieści znaczną ingerencję poczyniła cenzura. Obok innych ingerencji usunięto fragment dotyczący pobytu na zesłaniu dr Szumana i Szlangbauma po ich udziale w powstaniu styczniowym. Jedna z niewielu danych na ten temat została udokumentowana przez Korotyńskiego, dzięki któremu wiadomo, iż rosyjska cenzura wstrzymała druk 109 odcinka Lalki (we współczesnych wydaniach rozdział ten nosi tytuł Pierwsze ostrzeżenie), w którym było to opisane.

## Film
W produkcjach filmowych w rolę Michała Szumana wcielili się aktorzy: Józef Pieracki (Lalka, film fabularny z 1968) i Włodzimierz Boruński (Lalka, serial telewizyjny z 1977).